# الرقابة على الإنترنت في المملكة المتحدة
تكون الرقابة على الإنترنت في المملكة المتحدة بموجب مجموعة متنوعة من القوانين والعمليات القضائية واللوائح الإدارية والترتيبات الطوعية. يتحقق ذلك من خلال منع الوصول إلى المواقع واستخدام القوانين التي تجرّم نشر أنواع معينة من المواد، وتشمل هذه القوانين: منع التشهير، وقانون حقوق الطبع والنشر في المملكة المتحدة، منع التحريض على الإرهاب والمواد الإباحية عن الأطفال.

## القيود الحالية
يتمتع المواطنون البريطانيون بحق سلبي في حرية التعبير بموجب القانون العام. في عام 1998، أدرجت المملكة المتحدة الاتفاقية الأوروبية، وضمانة حرية التعبير الواردة في المادة 10، في قانونها المحلي بموجب قانون حقوق الإنسان. لكن توجد بعض الاستثناءات رغم ذلك.
يكفل القانون حرية التعبير والصحافة، ويحظر التدخل التعسفي في الخصوصية أو الأسرة أو المنزل أو المراسلات، وتحترم الحكومة هذه الحقوق والمحظورات. تتعاون الصحافة المستقلة والقضاء الفعال والنظام السياسي الديمقراطي لضمان حرية التعبير والصحافة. يستخدم الأفراد والجماعات الإنترنت بشكل روتيني، مثل البريد الإلكتروني، وذلك للتعبير عن مجموعة واسعة من وجهات النظر.
منذ منتصف العقد الأول من القرن الحادي والعشرين، كان هناك تحول تدريجي نحو زيادة إجراءات المراقبة في المملكة المتحدة. أدت مخاوف الأمن القومي والإرهاب والجريمة والمسائل المتعلقة بحماية الطفل إلى إدخال الدولة تدابير مراقبة واسعة النطاق على الاتصالات عبر الإنترنت بالإضافة إلى ممارسات التتبع، وهي تُطلب في بعض الحالات من قبل الدولة وتستخدمها الوكالات التابعة لها، وفي حالات أخرى تُنفّذ طواعية من قبل عاملين خاصين (مثل مزودي خدمة الإنترنت).
صُنّفت البلاد ضمن فئة (أعداء الإنترنت) في عام 2014 من قبل مراسلون بلا حدود، وهي فئة من البلدان التي تتمتع بأعلى مستوى من الرقابة على الإنترنت، ليس فقط لقدرتها على مراقبة الأخبار والمعلومات على الإنترنت ولكن أيضًا بسبب القمع شبه المنهجي للمستخدمين. البلدان الأخرى المدرجة في هذه الفئة تشمل: الصين وإيران وباكستان وروسيا والمملكة العربية السعودية.
في عام 2017، أعدت لجنة اختيار الاتصالات استفسارًا حول كيفية تنظيم استخدام الإنترنت في المملكة المتحدة.

### الحظر الافتراضي على مستوى الشبكة بواسطة مزودي خدمة الإنترنت

#### الوضع الحالي
يُحظر على عملاء الإنترنت في المملكة المتحدة الوصول إلى مجموعة من مواقع الويب افتراضيًا، لأن وصولهم إلى الإنترنت يكون عبر مزودي الخدمة. تشمل الفئات المحظورة عبر مزودي خدمة الإنترنت ما يلي: مواقع المواعدة والمخدرات والكحول والتبغ والمقامرة والألعاب والمواد الإباحية والعُري والشبكات الاجتماعية وإيذاء النفس والأسلحة والعنف والفحش والمهارات الإجرامية والكراهية، الموضة والجمال، التنمر الإلكتروني والقرصنة.

#### الرقابة على الإنترنت عبر الهاتف النقال
استُخدمت الإرشادات التي نشرتها هيئة تصنيف الهواتف المحمولة المستقلة من قبل مشغلي شبكات الهاتف المحمول لتصنيف المواقع وتولى المجلس البريطاني هذه المسؤولية في عام 2013. يحدد التصنيف ما إذا كان المحتوى مناسبًا للعملاء الذين تقل أعمارهم عن 18 عامًا. الافتراض الأساسي هو أن يكون المستخدم أقل من 18 عامًا.
حُظرت أنواع المحتوى التالية لمن هم دون 18 عامًا:
- الانتحار، وإيذاء النفس واضطرابات الأكل.
- اللغة العنصرية.
- التشجيع على تعاطي المخدرات.
- المواد الإباحية.
- العنف.

#### المكتبات والمؤسسات التعليمية
تطبق العديد من المكتبات في المملكة المتحدة مثل المكتبة البريطانية والمكتبات العامة للسلطات المحلية عوامل رقابة الوصول إلى الإنترنت. وفقًا لبحث أجرته مجموعة أمناء المكتبات الراديكالية، فإن 98% على الأقل من المكتبات العامة تستخدم الرقابة على مواضيع معينة مثل: المثلية والإجهاض وأي محتوى مشكوك فيه. تحظر بعض المكتبات العامة مواقع قروض يوم الدفع ودعت مزودي خدمة العامة الآخرين إلى حظر هذه المواقع أيضًا.
تستخدم غالبية المدارس والكليات عوامل الرقابة لمنع الوصول إلى المواقع التي تحتوي على مواد للبالغين والمقامرة والبرامج الضارة. تُراقب مواقع مثل: يوتيوب وفيسبوك وتويتر من قبل المدارس. كما تمنع بعض الجامعات الوصول إلى المواقع التي تحتوي على مجموعة متنوعة من المواد. غالبًا ما يستخدم العديد من الطلاب خوادم بروكسي للتغلب على ذلك. تفرض المدارس الرقابة على وصول الطلاب إلى الإنترنت من أجل توفير بعض الحماية ضد التهديدات المختلفة مثل التنمر الإلكتروني ومخاطر الاستمالة من قبل المتحرشين بالأطفال؛ بالإضافة إلى الحفاظ على تركيز التلاميذ أثناء دروس تكنولوجيا المعلومات. توجد أمثلة على الإفراط في الحظر في سياق المدرسة. على سبيل المثال، في فبراير 2014 حُجب الموقع الإلكتروني لحملة يس سكوتلند المؤيدة للاستقلال في مدرسة غلاسكو.

### السياسة والتطرف
ينصب التركيز الرئيسي للرقابة السياسية في قانون المملكة المتحدة على منع العنف السياسي. كما أن التحريض على الكراهية العرقية أو العنصرية يعتبر جريمة جنائية في المملكة المتحدة، وأولئك الذين ينشئون مواقع ويب عنصرية معرضون للملاحقة القضائية. التحريض على كراهية الأديان هو جريمة في إنجلترا وويلز بموجب قانون الكراهية العنصرية والدينية لعام 2006. إنكار الهولوكوست ليس جريمة في حد ذاته ما لم يتعارض مع قوانين أخرى. تشمل الاستثناءات القانونية الأخرى لمبدأ حرية التعبير ما يلي:
- الخيانة بما في ذلك الدعوة إلى إلغاء النظام الملكي.
- الفتنة.
- التحريض على الإرهاب بما في ذلك تشجيع الإرهاب ونشر المطبوعات وتمجيد الإرهاب.
- جمع أو حيازة مستند أو سجل يحتوي على معلومات يحتمل أن تكون مفيدة للإرهابيين. يتعرض للمحاكمة من يمتلك مجلة إنسباير وذلك بموجب المادة 58 من قانون الإرهاب لعام 2000.

في سبتمبر 2014 اقترحت وزيرة الداخلية تيريزا ماي إدخال بعض التعديلات التي تسمح للقضاة بمنع الأشخاص الذين يُعتبرون متطرفين (لكنهم لا ينتهكون القوانين) من البث عبر الإنترنت أو الاحتجاج في أماكن معينة أو نشر رسائل على وسائل التواصل الاجتماعي.